# Ivan Bella
Ivan Bella (ur. 25 maja 1964 w Dolnej Lehocie k. Brezna) – inżynier, pilot, pułkownik Armii Republiki Słowackiej, kosmonauta; pierwszy Słowak w przestrzeni kosmicznej.

## Życiorys
W 1983 ukończył gimnazjum wojskowe w Bańskiej Bystrzycy, a w 1987 Wyższą Wojskową Szkołę Lotniczą SNP w Koszycach. Następnie służył w bazie lotniczej w miejscowości Malacky. W 1998 przeszedł szkolenie w Centrum Przygotowań Kosmonautów im. J. A. Gagarina.
Pomiędzy 20 a 28 stycznia 1999 uczestniczył w misji Sojuz TM-29 na stację kosmiczną Mir. Powrócił na pokładzie Sojuza TM-28. W przestrzeni kosmicznej spędził 7 dni 21 godzin i 56 minut.
Jego imię nosi planetoida (22901) Ivanbella, odkryta 12 października 1999 r.

## Odznaczenia
- Order Ľudovíta Štúra I Klasy – odm. wojskowa; 1999[2]
- Order Męstwa – 1999, Rosja[3]
- Medal „Za zasługi w podboju kosmosu” – 2011, Rosja[4]
- Universal Astronaut Insignia za lot orbitalny (nr 385) – Stowarzyszenie Uczestników Lotów Kosmicznych (Association of Space Explorers(inne języki))[5]